# アブドゥル・ラザク

アブドゥル・ラザク

トゥン・アブドゥル・ラザク・ビン・ハジ・ダト・フセイン（Tun Abdul Razak bin Haji Dato' Hussein, 1922年5月11日 - 1976年1月14日）は、マレーシア第2代首相（在任：1970年 - 1976年）である。パハン州のプラウ・クラディ生まれ。第6代首相のナジブ・アブドゥル・ラザクは長男である。
分かち書き（日本語の場合は中点で区切り）されるが、「アブドゥル・ラザク」で一つの個人名である（アブドゥルラザクを参照）。

## 人物
マレー大学クアラ・カングサール校を卒業した後、1940年にシンガポールのラッフルズ大学で勉強するために奨学金を取得した。彼のシンガポール留学は、第二次世界大戦の勃発とともに停止を余儀なくなれた。戦争中は、パハン州でのレジスタンス組織を援助した。
戦後の1947年にイギリスへ法律を学ぶために留学し、1950年に弁護士資格を取得した。イングランドでの滞在期間中、イギリス労働党の一員であった。彼はまた、マレー人学生が自国の政治的な問題を討論するためのマラヤン・フォーラムを組織した。
帰国後、アブドゥル・ラザクは自らの政治的才覚を持ってUMNO青年部チーフになっている。1955年、マレーシアで初めて実施された総選挙で議席を獲得すると、32歳の若さで教育相に任命されている。なお、マレーシアでは教育相は出世ルートになっていることが多い（後にフセイン・オン、マハティール・ビン・モハマドも就任している）。翌年には、マラヤ独立のための外交使節団の一員として再びイギリスに渡っている。
1959年総選挙では、アブドゥル・ラザクは地域開発相に就任し、加えて副首相、国防相にも就任した。1969年、5月13日事件が発生し、民族間での融和とトゥンク・アブドゥル・ラーマン首相の指導力の欠如が明らかになると翌年に首相に就任した。
1971年に、マレーシア新経済計画を策定した。アブドゥル・ラザクと以後のマレーシア第2世代の政治家たちは、民族間の不和の要因となる経済・社会的な不平等の解消に対して精力的に活動した。マレーシア新経済計画では、貧困の撲滅と民族間の経済的格差の解消を目標としている。
また政治的には、1972年2月にマレーシア国会が再開されることで、マレーシア議会政治の危機を克服するとともに、不安定な政治的状況を乗り越えるため、全マレーシア・イスラーム党（PAS）、グラカン、人民進歩党（PPP）にも与党に参加をすることを呼びかけ、1973年1月、国民戦線（BN）を組織した。彼は、その後も国民戦線に参加する政党を増やすことを推進し、政治面での安定をもたらした。
さらに、1974年総選挙後、ラーマンと対立していたマハティールを教育相に任命したが、このことはマハティールがUMNO・No.3の立場を獲得したと同時に、ブミプトラ政策推進上でアブドゥル・ラザクがマハティールの能力を認めたことを意味していた。
1975年年末より、健康面で不安が出てきたためにロンドンへ渡り、療養生活に入ったが、翌年ロンドンで急死した。死因は白血病。53歳。彼は、現在、クアラルンプールにあるHeroes Mausoleumに埋葬されている。「マレーシア発展の父」（Bapa Pembangunan）と死後、呼ばれている。
首相在任中、日本赤軍によるクアラルンプール事件が発生している。